# Akçalı (Tufanbeyli)
Akçalı ist ein Ortsteil (Mahalle) im Landkreis Tufanbeyli der türkischen Provinz Adana mit 64 Einwohnern (Stand: Ende 2024). Im Jahr 2011 hatte der Ort 57 Einwohner.